# Куцовусові
Куцовусові (Spondylidinae Audinet-Serville, 1832) — невелика реліктова підродина жуків з родини Скрипунових, яка налічує 147 видів, розповсюджених по усіх материках, за винятком Південної Америки й Антарктиди.

## Етимологія назви
Наукова латинізована назва походить від давньогрецького «σπονδύλη», що буквально означає «пискливий коренеїд». Українська вернакулярна назва «куцовус» — це вказівка на морфологічну особливість більшості видів підродини, для яких властиві короткі або куці вуса, що переважно не типово для представників родини Скрипунових.

## Молекулярна філогенія
Станом на 2025-й рік інтегрованої філогенії підродини Куцовусових все ще не створено. Існує широка дискусія щодо монофілетичності підродини. Ймовірно, підродина є парафілетичною. Найбільш свіжі молекулярні дані на основі порівняння секвенсів COI свідчать про імовірну монофілетичність Куцовусових або щонайменше їх частини т.з. еволюційної гілки «spondylidine». Виходячи з наявних даних філогенетичне дерево цієї еволюційної гілки об'єднує кілька монофілетичних субклад: Tetropium + Asemum; (Spondylis + Neospondylis) + Megasemum; Cephalallus; Arhopalus. Ці результати прямо вказують на наявні невідповідності між наявними морфологічними системами Куцовусових і їх генетичними спорідненостями, що потребує перегляду поділу підродини на триби.

## Морфологія

### Імаго
Тіло менш-більш валькувате, опукле. Голова велика, з великими грубофасетковими очима і короткими вусиками. Пердньоспинка округла, широка із суцільними краями. Серединний відросток передньогрудей вузький, зрідка слабо розширений. Передні тазики кулясті.

### Личинка
Тіло видовжене, циліндричне, ледь-ледь сплющене у дорзо-вентральному напрямку, м'ясисте, білого кольору. Голова невелика, частково втягнена у передньоспинку. Скронево-тім'яні частки з'єднані між собою довгим рубцем, і кожна з них окремо заокруглена позаду. Потилицевий отвір розташований на вентральній стороні. Лоб спереду гладенький, без ребер. Вусики 3-и членикові. Гіпостом облямований гіпостомальними рубцями. Наличник великий, голий. Щелепи товсті із великим вентральним зубцем. Пронотум облямований глибокими латеральними борозенками. Ноги видовжені, 4-и членикові. Черевце 9-и членикове, його останній членик озброєний двома хітинізованими виростами. Дихальця округлі з краєвими камерами. Анальний отвір трипроменевий.

## Триби
До підродини Куцовусових залічують такі триби:
1. Пасинцеві[1] — Atimiini LeConte, 1873
2. Непримітцеві[1] — Asemini Thomson, 1860
3. Різновусцеві[1] — Anisarthrini Mamaev & Danilevsky, 1973
4. Смолянцеві[1] — Saphanini Gistel, 1856
5. Куцовусцеві[1] — Spondylidini Audinet-Serville, 1832

## Фотогалерея

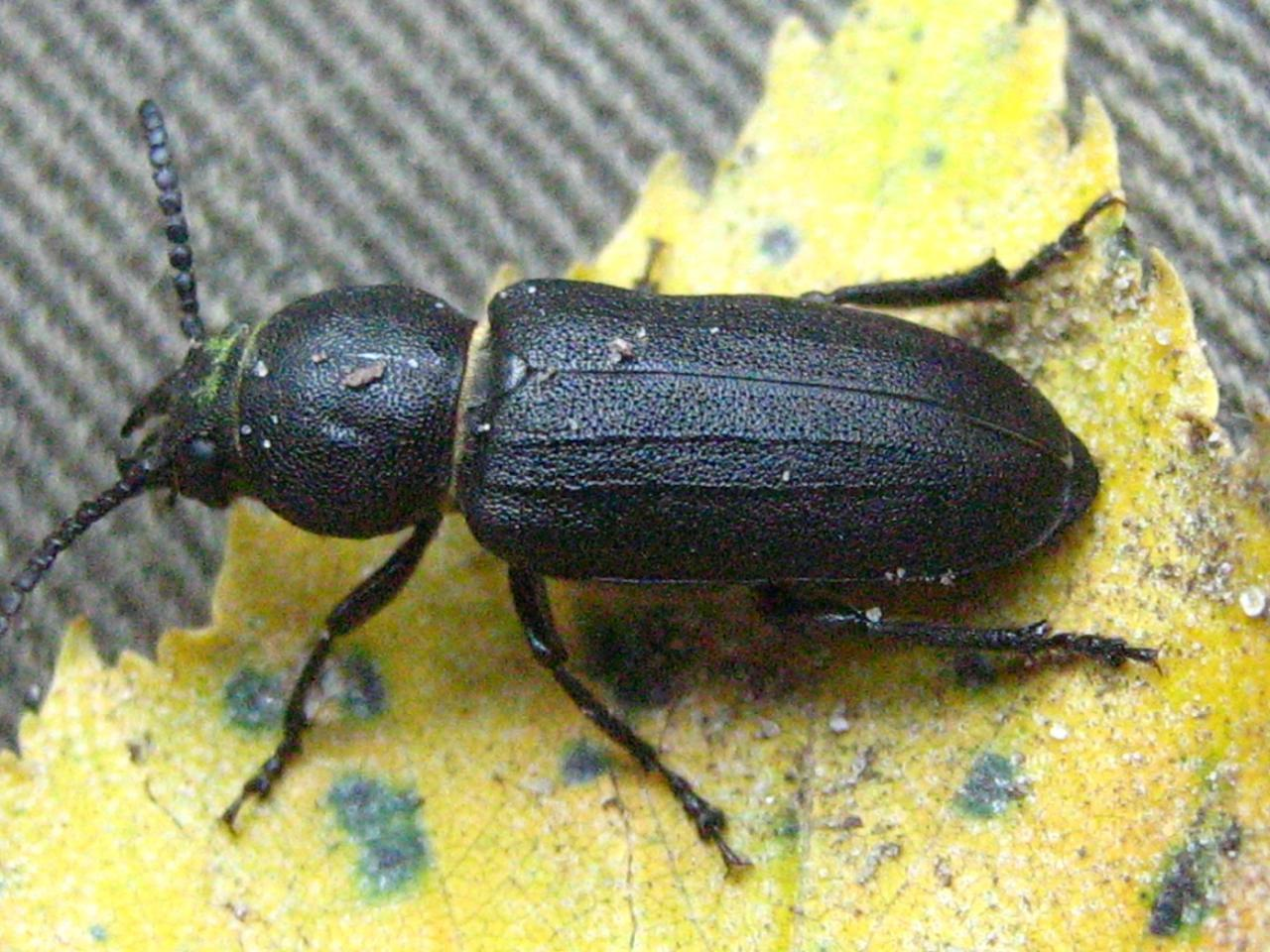
Куцовус горбатий (Spondylis buprestoides)
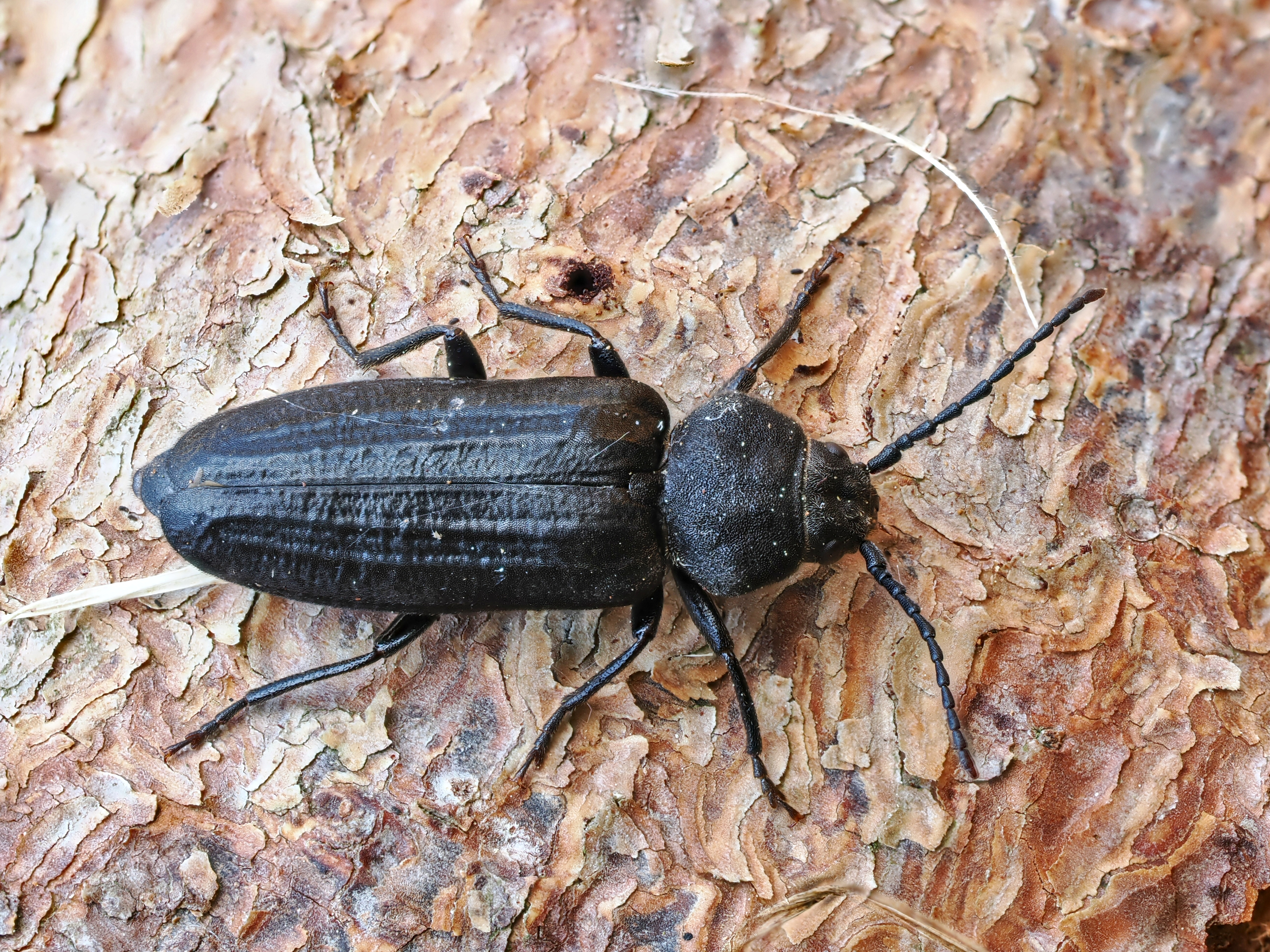
Нерпримітник ребристий (Asemum striatum)
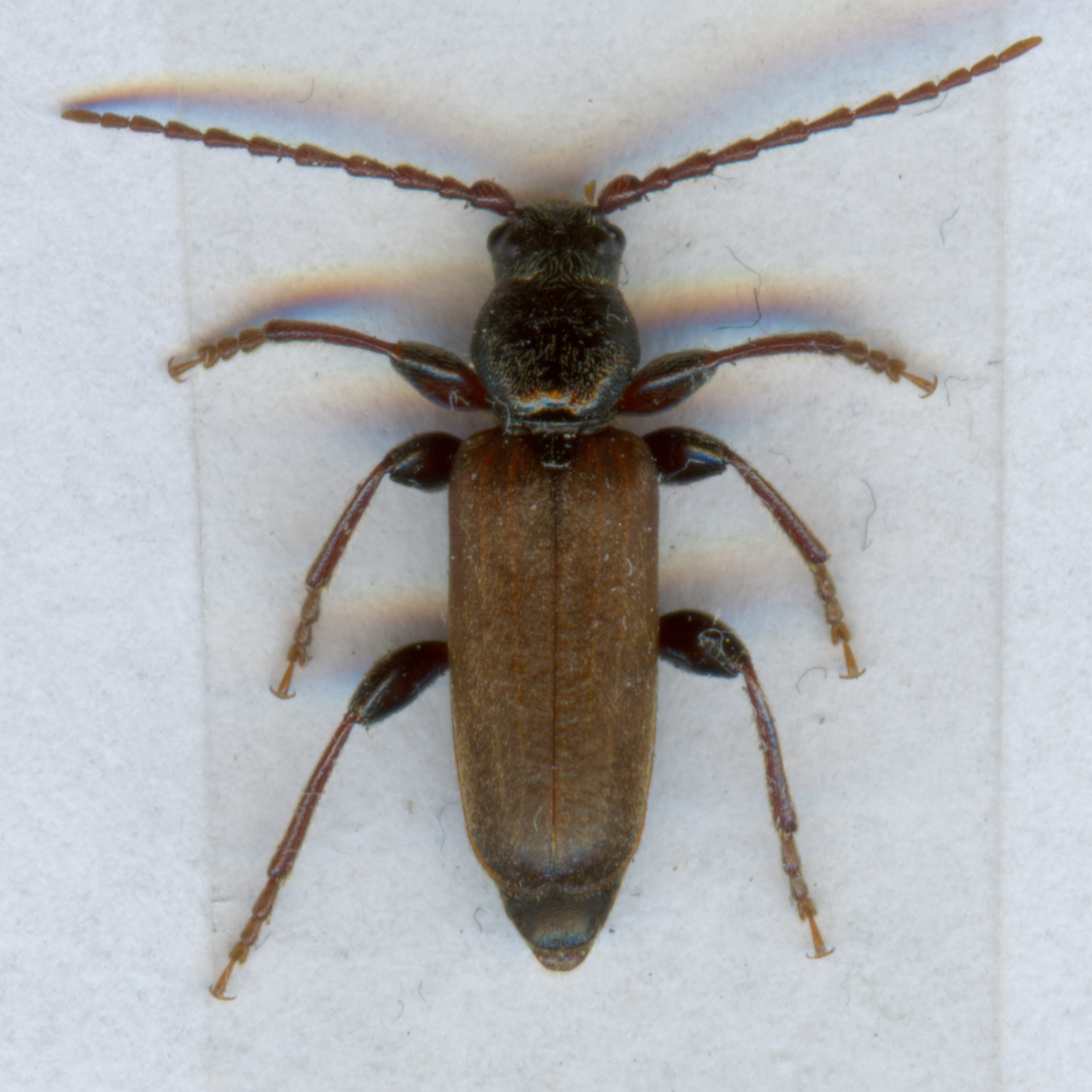
Чотириок коричневий (Tetropium castaneum)
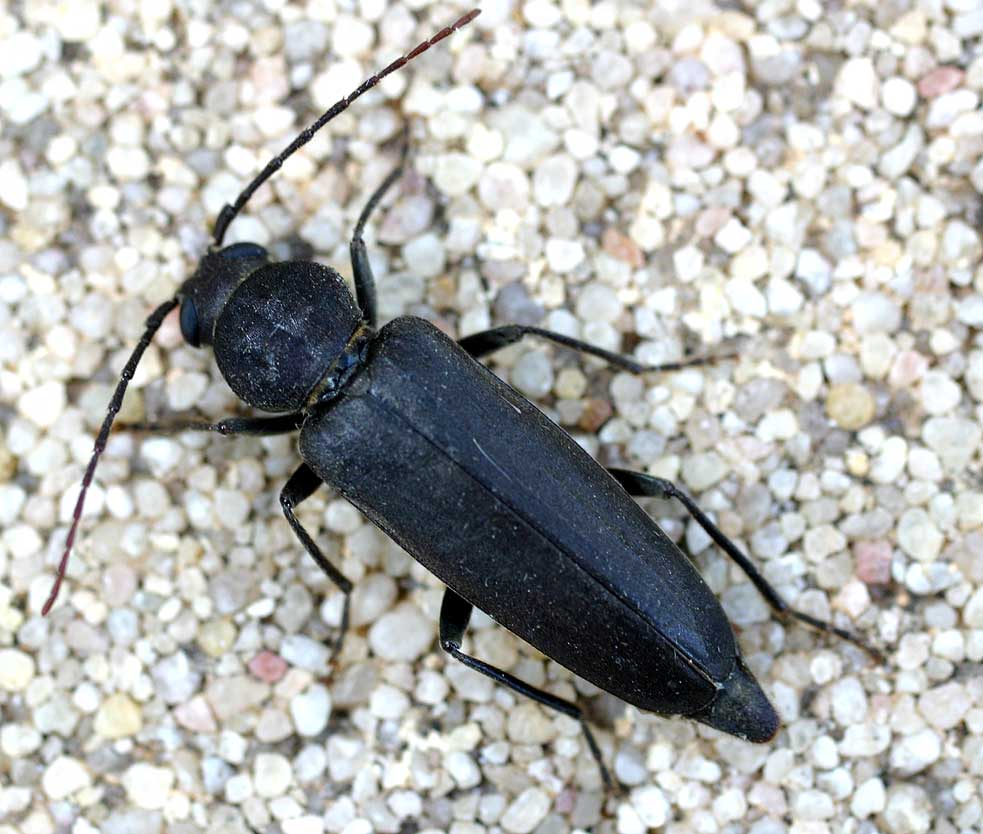
Баранець лісовий (Arhopalus ferus)
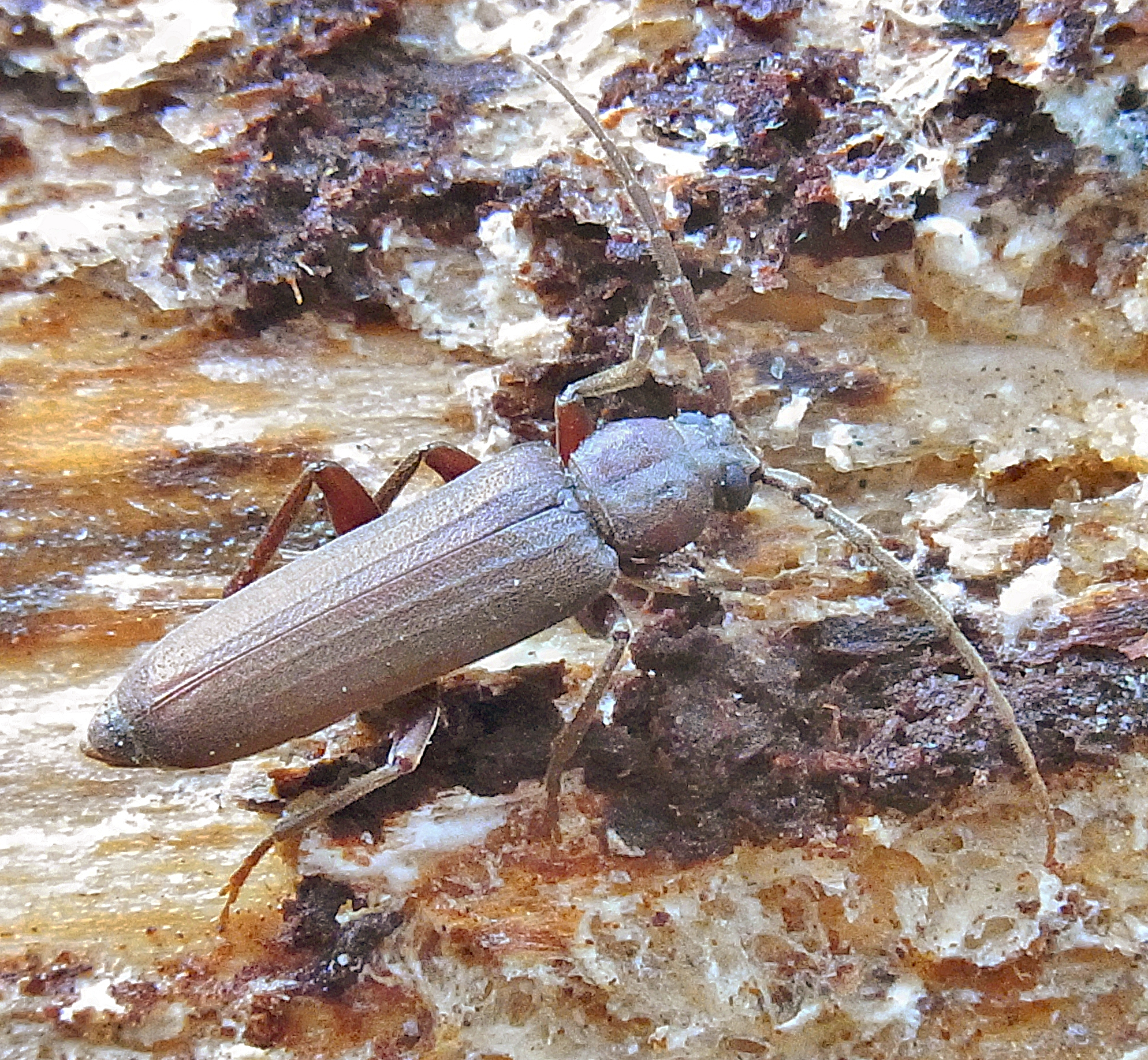
Баранець звичайний (Arhopalus rusticus)
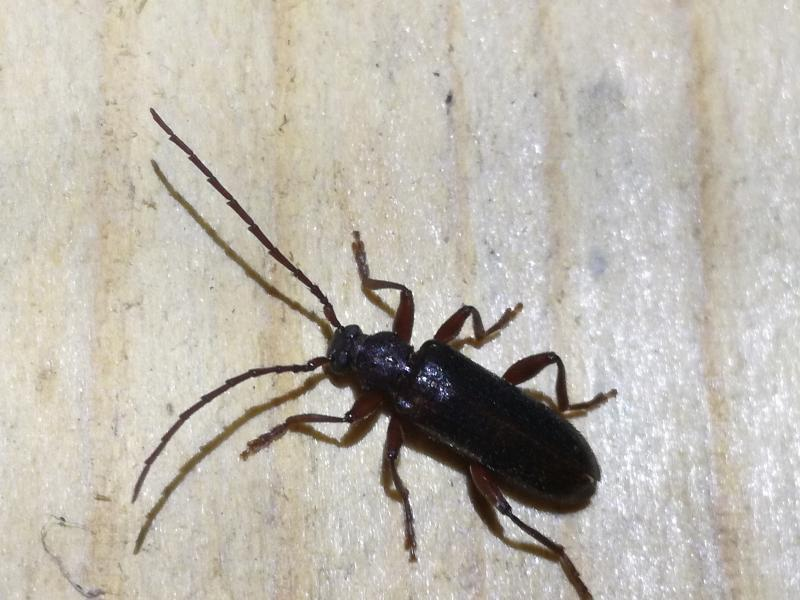
Смоляник чорний (Saphanus piceus)
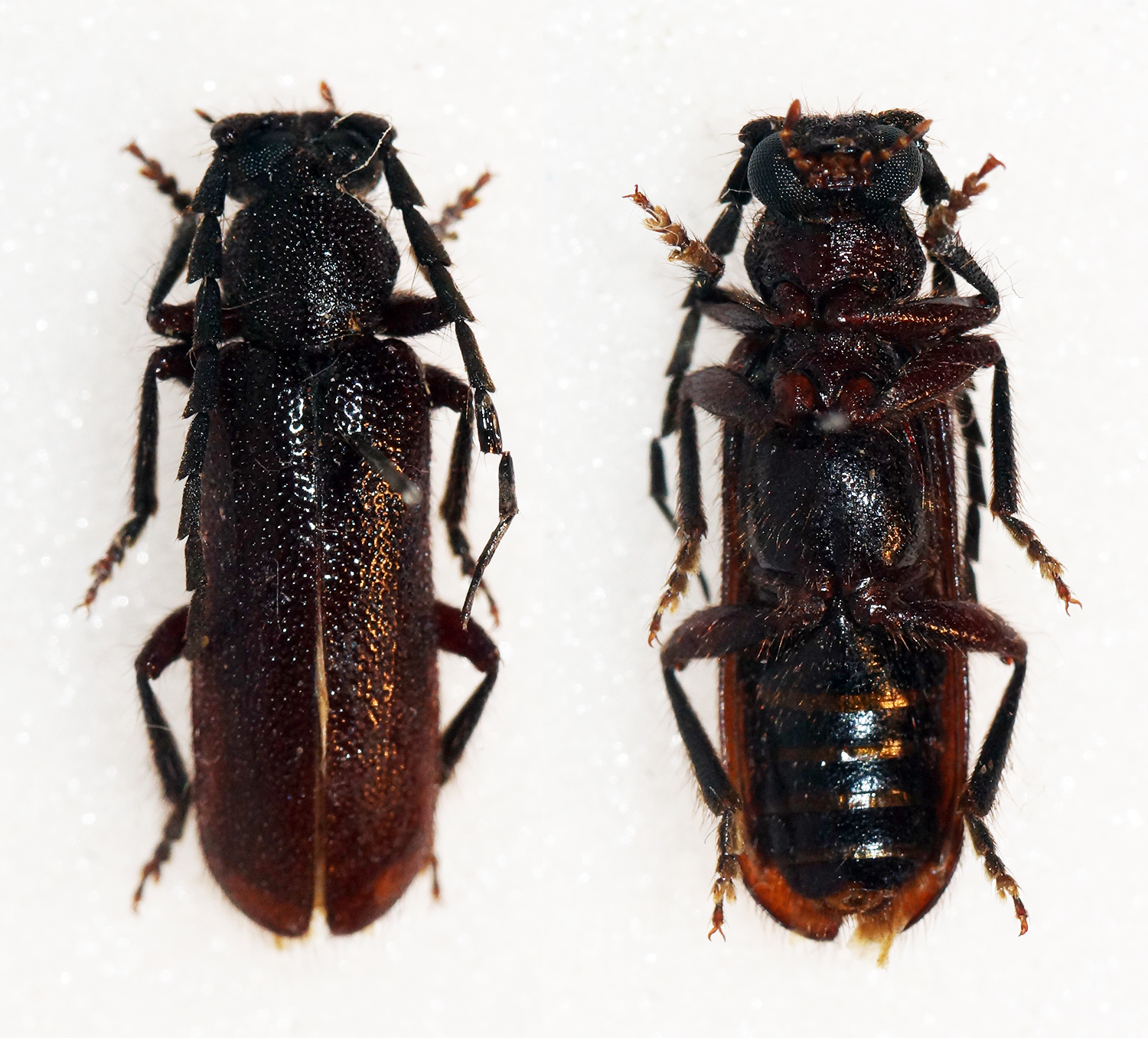
Daramus hovorkai
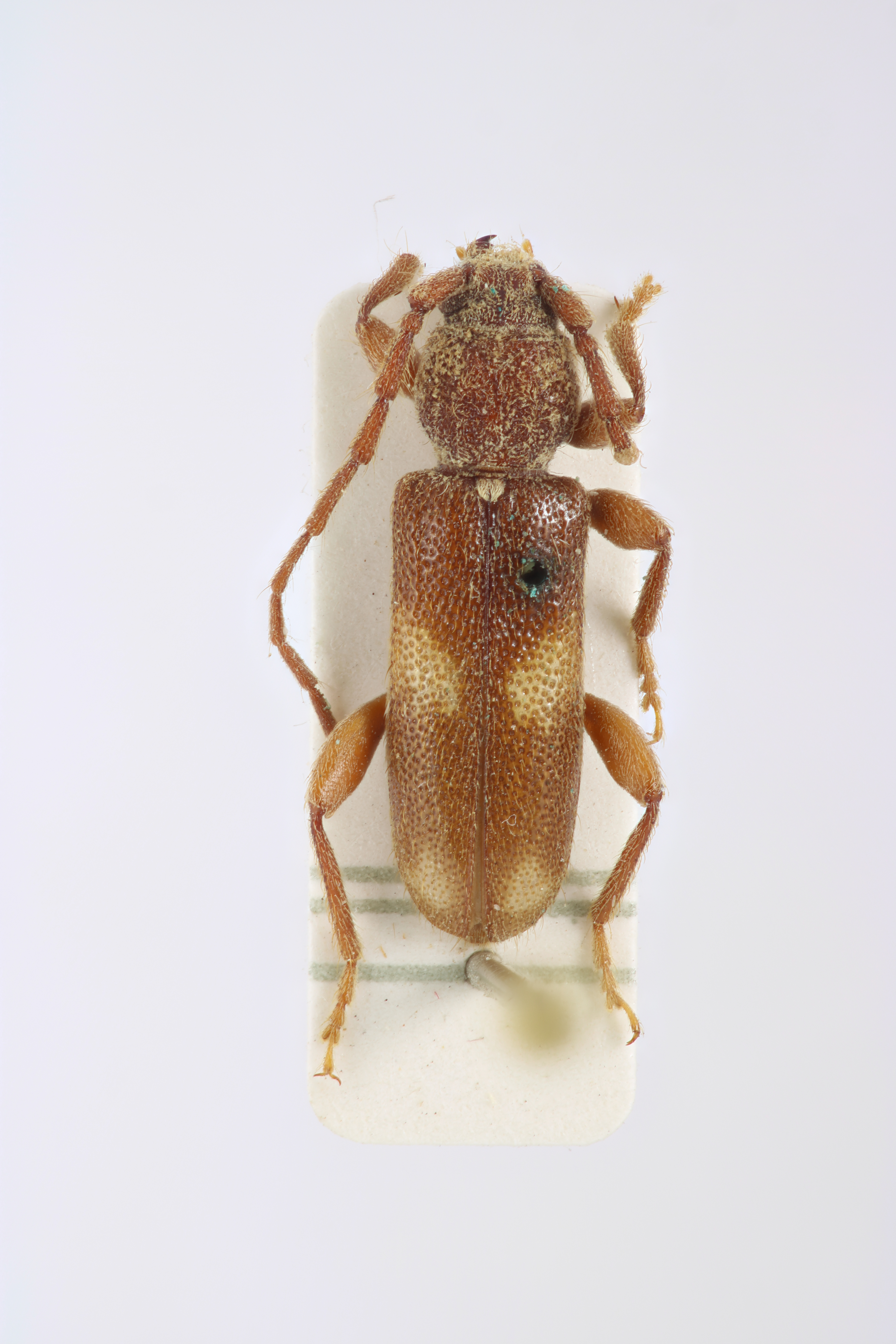
Zamium succineum
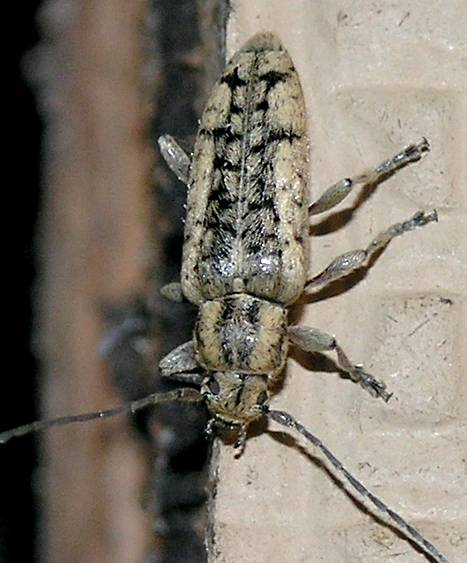
Atimia confusa
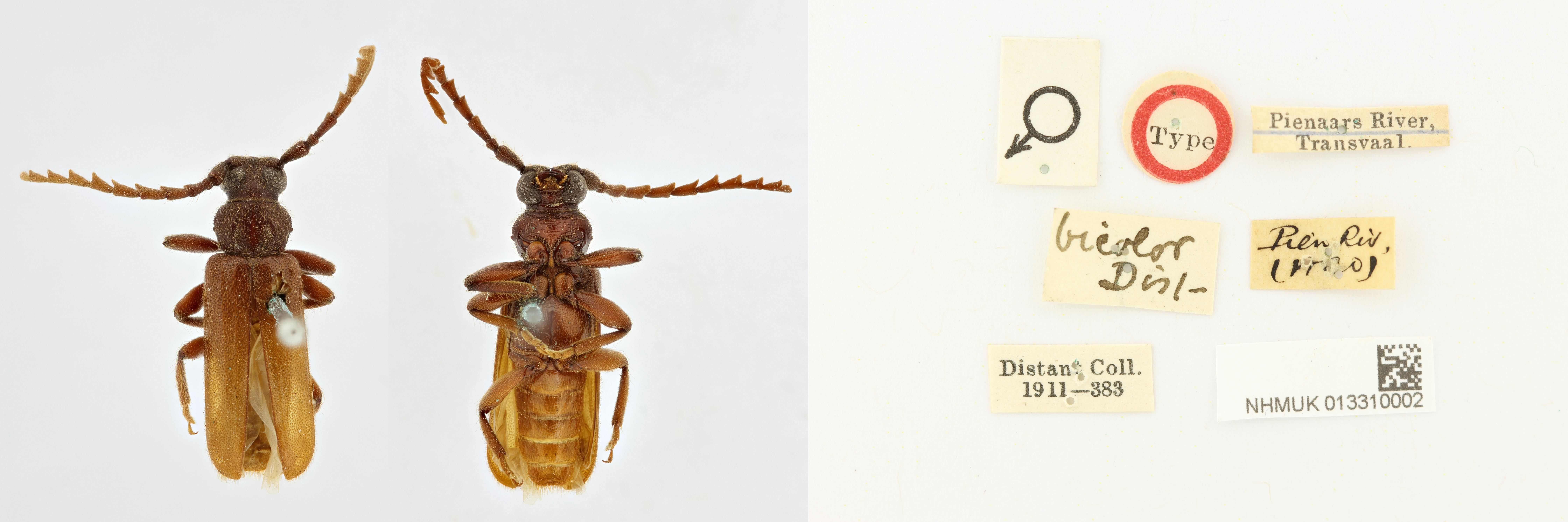
Pectoctenus bicolor